# Élections municipales camerounaises de 1996
 (décembre 2023).
Si vous disposez d'ouvrages ou d'articles de référence ou si vous connaissez des sites web de qualité traitant du thème abordé ici, merci de compléter l'article en donnant les références utiles à sa vérifiabilité et en les liant à la section « Notes et références ».
Les élections municipales camerounaises de 1996 ont eu lieu le 21 janvier 1996 au Cameroun pour élire les édiles municipaux des 336 communes camerounaises. Il s'agit des premières élections municipales multipartites après l'abolition du monopartisme en 1990. 

## Contexte
La loi n°90/056 du 19 décembre 1990 relative à la liberté d'association e aux partis politiques mets théoriquement fin au monopartisme d’État au Cameroun. En moins d'un an, une cinquantaine de partis politiques sont légalisés et auraient dû participer aux élections municipales prévues pour 1993. Cependant, le refus par Paul Biya de tenir une conférence nationale souveraine, comme cela se faisait dans d'autres pays de la région comme le Gabon, le Bénin ou le Niger, conduit les partis politiques d'opposition à appeler à un grève nationale reconductible. Celui-ci prendra le nom de d' "Opération villes mortes", l'objectif étant de bloquer toutes les activités économiques de l'ensemble des centres urbains pour conduire le régime à céder à leurs revendications. La plupart des centres urbains furent effectivement bloqués par ces mouvements d'ampleur de 1991 à 1992. En retour, la répression du régime s'intensifia et les élections municipales furent décalées deux fois . 
En janvier 1996, après des élections présidentielles plus que contestées et des élections législatives boycottées, les élections municipales camerounaises se déroulent plutôt calmement dans les 336 communes du territoire. L'opposition rencontre un certain succès, malgré un mode de scrutin à un seul tour plus favorable aux partis établis comme le RDPC et l'interdiction de plus de 138 listes électorales. 

## Résultats
Le RDPC, parti présidentiel, remporte des sièges dans la majorité des communes, dont dans une cinquantaine où il était seul en lice. Il obtient également le contrôle de la plupart des villes de l'est et du sud du pays, deux provinces qui lui sont traditionnellement acquises.
Les partis d’opposition font, toutefois de très bon scores notamment dans les communes urbaines. Le SDF s'impose par exemple dans la plupart des communes de la zone anglophone ainsi que dans des 5 des six communes de Douala. L'UNDP fait pour sa part de très bons scores dans le nord du pays et remporte les élections à Garoua.